# Wallworkoppia machadoi
Wallworkoppia machadoi är en kvalsterart som först beskrevs av Balogh 1958.  Wallworkoppia machadoi ingår i släktet Wallworkoppia och familjen Oppiidae. Inga underarter finns listade i Catalogue of Life.